# 어리여치과
어리여치과는 여치아목의 한 과이다. 발음기관 또는 앞다리에 고막(tympanum)은 없다. 산란관은 뚜렷하고 얇으며 길다. 잎을 돌돌 마는 습성이 있다. 전 세계에 600여 종이 있다.

## 한국의 어리여치과
- 어리여치과 (Gryllacrididae)[2]
  - 어리여치아과 (Gryllacridinae)
    - 어리여치 (Eugryllacris japonica (Matsumura et Shiraki, 1908))[3]
    - 민어리여치 (Nippancistroger koreanus Storozhenko & Paik, 2003)
    - 범어리여치 (Metriogryllacris tigris Kim, 2014)[4]

## 사진

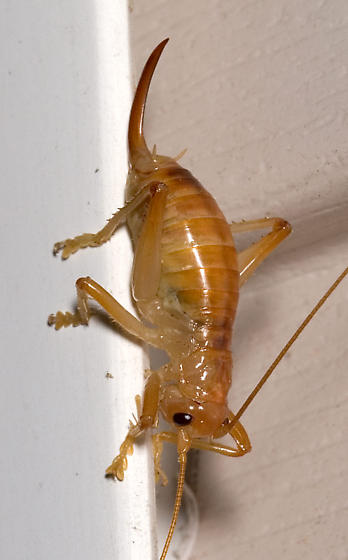
Campotonotus carolinensis
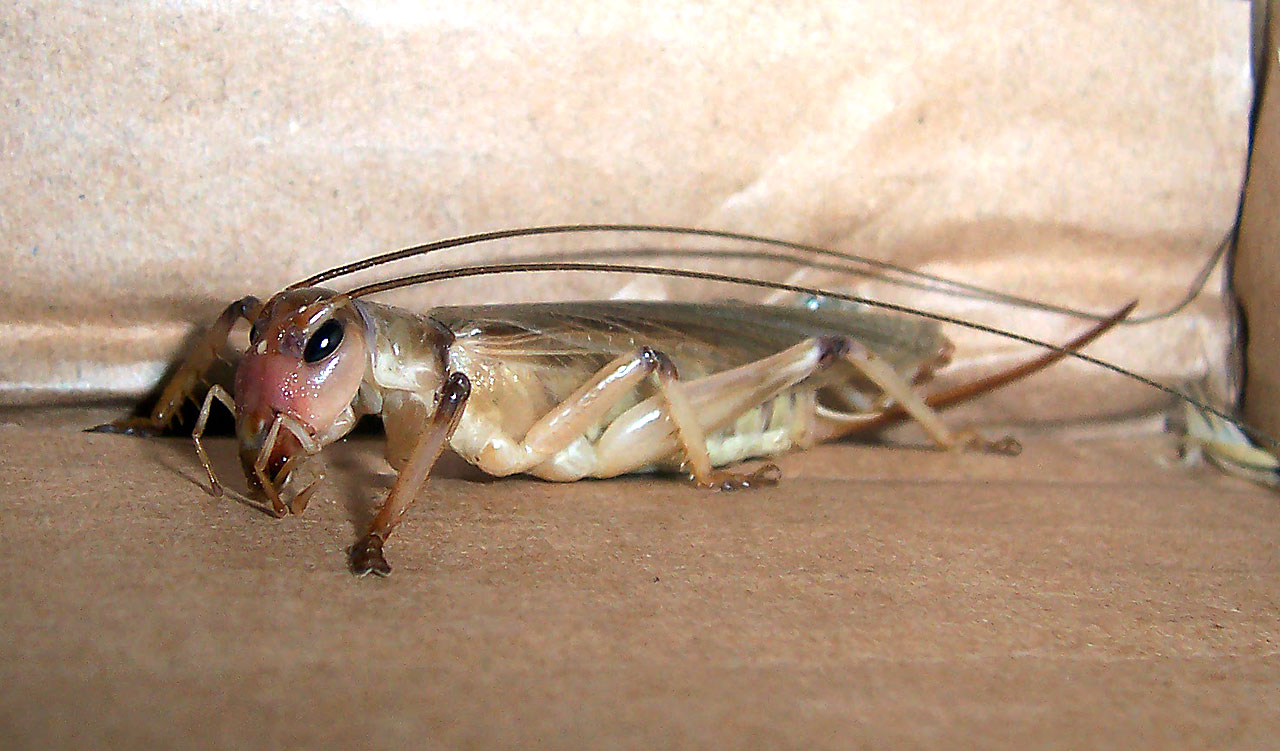

## 영상
- Hyalogryllacris가 은신처를 말아 숨는 모습